# Bekkevoort
Bekkevoort – miejscowość i gmina (gemeente) w Belgii, w Regionie Flamandzkim, w prowincji Brabancja Flamandzka, w okręgu Leuven. 1 stycznia 2024 roku liczyła 6771 mieszkańców.

## Podział administracyjny
W skład gminy wchodzą dwie dzielnice (deelgemeente):
- Assent
- Molenbeek-Wersbeek

## Demografia
- Źródła: NIS, od 1806 do 1981= według spisu; od 1990 liczba ludności w dniu 1 stycznia

1 stycznia 2024 całkowita populacja Bekkevoortu liczyła 6771 osób. Łączna powierzchnia gminy wynosi 37,28  km², co daje gęstość zaludnienia 182 mieszkańców na km².